# Oldsmobile
Oldsmobile byla značka amerických automobilů, které po většinu její existence vyráběla společnost General Motors. Firmu Olds Motor Vehicle založil v roce 1897 Ransom E. Olds. Do roku 2004, kdy byla výroba automobilů této značky ukončena, firma vyrobila více než 35 milionů vozů.
V té době byl Oldsmobile nejstarší americkou značkou automobilů a zároveň jednou z nejstarších na světě - po značkách Mercedes-Benz, Peugeot, Škoda a Tatra.

## Historie

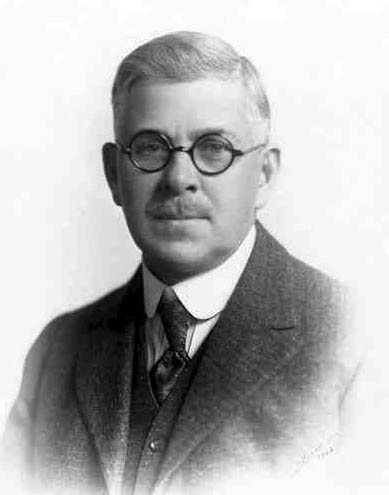
Zakladatel Ransom Olds, asi 1920

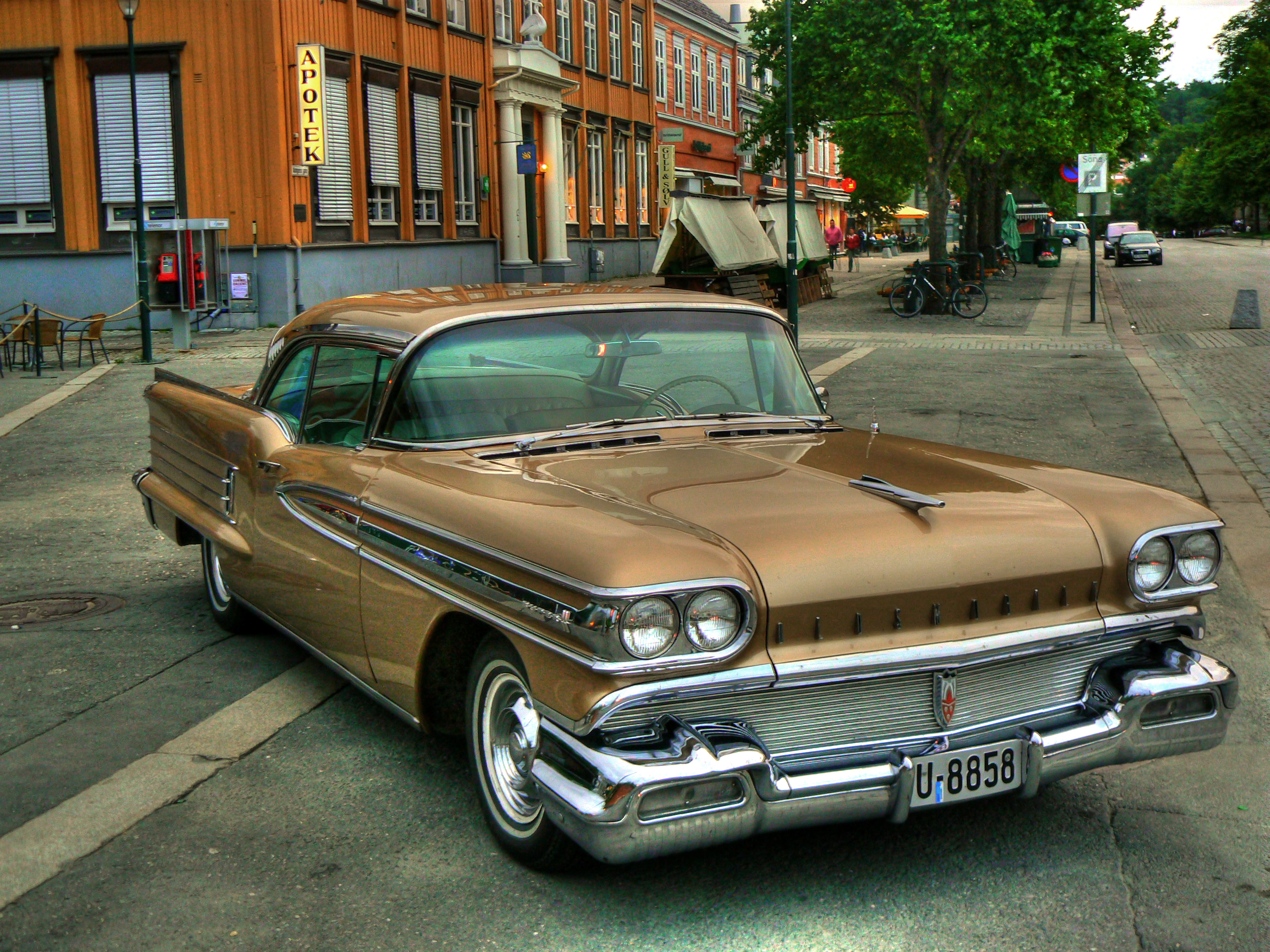
Oldsmobile 88, 1958

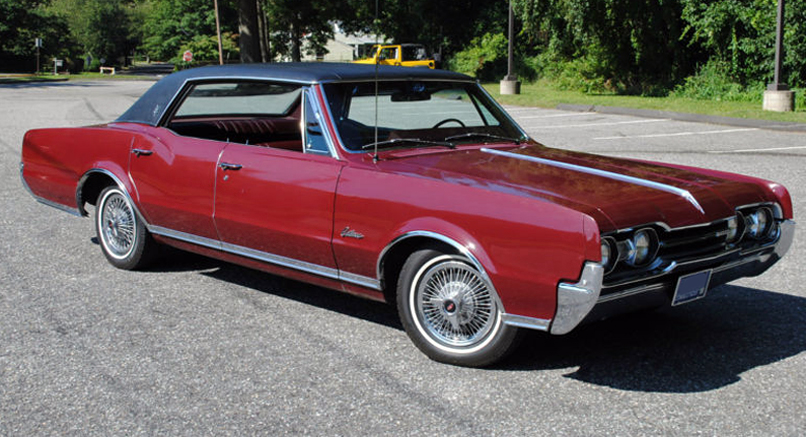
Oldsmobile Cutlass 1967

V roce 1901 vznikl model Oldsmobile Curved Dash, při jehož výrobě už se používala montážní linka. Tento model je tak někdy uváděn jako první masově vyráběné auto na světě, za které je jinak považován Ford model T. Oldsmobile však na rozdíl od Fordovy pásové výroby využíval vozíčky, na nichž se rozestavěný automobil přesouval mezi skupinami dělníků.
V roce 1899 firmu koupil magnát Samuel Smith. Pro časté neshody s jeho synem Fredem ji o pět let později opustil její zakladatel Ransom Olds. V roce 1908 se Oldsmobile stal součástí koncernu General Motors.
V roce 1937 Oldsmobile uvedl do výroby semiautomatickou převodovku Automatic Safety Transmission (AST), o dva roky později automat Hydra-Matic Drive. Oldsmobile se tak stal první značkou, která samočinnou převodovku uvedla do sériové produkce. Koncem 40. let představila vidlicový osmiválec nové konstrukce s rozvodem OHV, který nahradil dřívější řadové osmiválce. Motoru se říkalo Rocket (raketa).
V roce 1962 se začal vyráběl model F-85 ve verzi Jetfire, který byl spolu s Chevroletem Corvair prvním sériovým autem poháněným přeplňovaným zážehovým motorem. Kupé Toronado z roku 1965 bylo prvním poválečným autem americké značky s pohonem předních kol.
V roce 1985 Oldsmobile prodal rekordních 1.066.122 aut, oblíbený byl zejména model Cutlass. Později však firma nedokázala reagovat na rostoucí japonskou konkurenci, vedení GM se navíc na úkor Oldsmobilu rozhodlo preferovat Chevrolet a Pontiac. Poslední vůz Oldsmobile tak z montážní linky sjel 29. dubna 2004.